# Walcz o swoją wolność
Walcz o swoją wolność – pierwszy bootlegowy singel zespołu Abaddon.

## Lista utworów
1. Koniec Świata
2. Zamknij się w sobie
3. Walcz o swoją wolność
4. Boimy się siebie
5. Kto
6. Kukły

- Nagrania (1-3) pochodzą z koncertu w MDK w Bydgoszczy - grudzień 1984.
- Nagrania (4-6) zostały zarejestrowane wiosną 1985 w studiu Pomorskiej Rozgłośni Polskiego Radia w Bydgoszczy.

## Muzycy
- Waldek "Kiki" Jędyczowski – wokal
- Bernard "Benek" Szarafiński – gitara
- Tomasz "Lutek" Frost – gitara basowa
- Tomasz "Perełka" Dorn – perkusja